# Xylopteryx albimaculata
Xylopteryx albimaculata là một loài bướm đêm trong họ Geometridae.